# Anna Comnena Angelina
Anna Comnena Angelina, en grec medieval Αννα Κομνηνα Ἄγγελινα, nascuda cap al 1175 i morta el 1212, va ser emperadriu consort de l'Imperi de Nicea pel seu casament amb Teodor I Làscaris.
Era filla de l'emperador Aleix III Àngel i d'Eufrosina Ducena. Es va casar en un primer matrimoni amb Isaac Ducas Comnè, un nebot de l'emperador Manuel I Comnè, alm el que va tenir una filla. El seu pare, Aleix, es va convertir en emperador l'any 1195, i Isaac Ducas Comnè va ser enviat a combatre la rebel·lió dels valacs i dels búlgars. Va ser fet presoner i va morir en captivitat.
Anna es va tornar a casar l'any 1200 amb Teodor I Làscaris, futur emperador de Nicea. El mateix dia es va celebrar el mateix dia, entre la seva germana Irene Àngel amb Aleix Paleòleg.

## Fills
Del seu matrimoni amb Teodor I Làscaris va tenir tres filles i dos fills que van morir joves:
- Irene, casada amb Andrònic Paleòleg i després amb el futur Joan III Ducas Làscaris Vatatzes
- Maria, casada amb Bela IV d'Hongria
- Nicolau († 1212)
- Joan († 1212)
- Sofia Eudòxia, casada amb Robert de Courtenay, però el matrimoni va ser anul·lat, i casada després amb Anseau de Cayeux, cavaller que va participar en la Quarta Croada.[1]